# Petr Gabriel
Petr Gabriel (Praga, 17 maggio 1973) è un ex calciatore ceco, di ruolo difensore.